# Valašská Senice
Valašská Senice (in tedesco Walachisch Senitz) è un comune della Repubblica Ceca facente parte del distretto di Vsetín, nella regione di Zlín.